# South Haven, Indiana
South Haven är en ort (CDP) i Porter County, i delstaten Indiana, USA. Enligt United States Census Bureau har orten en folkmängd på 5 282 invånare (2010) och en landarea på 3,2 km².